# René Le Cornu
 (juillet 2025).
Motif : Notoriété non démontrée.
- Archive Wikiwix
- Bing
- Cairn
- DuckDuckGo
- E. Universalis
- Gallica
- Google
- G. Books
- G. News
- G. Scholar
- Persée
- Qwant
- (zh) Baidu
- (ru) Yandex
- (wd) trouver des œuvres sur Wikidata

| 1. | Préciser le motif de la pose du bandeau. | Précisez le motif de la pose du bandeau en utilisant la syntaxe suivante : {{admissibilité à vérifier\|date=août 2025\|motif=remplacez ce texte par le motif}}                     |
| 2. | Informer les utilisateurs concernés.     | Pensez à avertir le créateur de l'article, par exemple, en insérant le code ci-dessous sur sa page de discussion : {{subst:avertissement admissibilité à vérifier\|René Le Cornu}} |

Blason : D'or au massacre de cerf de gueules, surmonté d'un aigle éployé de sable.

René Le Cornu, chevalier des ordres du roi, maréchal de camp de ses armées, militaire français.

## Biographie
Il était seigneur de la Courbe de Brée, Sumeraine, Launay-Peloquin et Parné. Il avait épousé Perrine de Sumeraine, petite-fille de Simon de Sumeraine, fils de Mathurin, dont le père, Pierre I, vivait en 1450. Perrine de Sumeraine fonda une rente de 4 livres de cire sur le lieu des Fossés en faveur de l'église de Parné. 
Pour l'abbé Angot, René le Cornu ne pouvait être autre que le seigneur de La Courbe de Brée bien connu dans l'histoire. Charles de Châtillon vendit la terre de Brée avec le château de Trancalou à René Le Cornu, seigneur de la Courbe, en 1600, dit l'abbé Gérault. Charles Pointeau suppose avec raison que cette date doit être inexacte, car, d'après lui, R. le Cornu aurait été tué en Basse-Bretagne vers 1595. Le récit de sa mort est retracé d'après Pierre Matthieu

## Source
- Abbé Angot, « Saint-Gervais et Saint-Protais de Brée, monographie paroissiale », 1884 [4]